# Недељко Савић
Недељко Савић српски је рагби тренер. Тренутно је главни тренер Партизана. Предводио је црно-беле до трофеја у Купу и Првенству Србије. Играо је рагби на Новом Зеланду, у Окланду. 2010. био је селектор рагби 15 репрезентације Србије.2007. године је био проглашен најбољим играчем SRFC за ту годину. 
Са РК Партизан је узео 5 титула и 3 Купа Србије као и 3 титуле државног првака у рагбију 7.
Завршио је тренерску академију за рагби на Новом Зеланду,курс за оперативног тренера при Високој спортској школи у Београду као и Факултет за инжењерски менаџмент. 
Од 2022 године је члан УО ЈСД као и члан Извршног одбора ЈСД. 
Од 01. фебруара 2025. се налази на позицији Генералног секретара спортског друштва Партизан. 
Отац је једног детета. 